# Jannik Schümann
Jannik Schümann (Hamburg, 1992. július 23. –) német színész, szinkronszínész, producer és énekes.

## Élete
Szülei civilek, két fiútestvére van. Hamburgban született, gyermekkorát Hamburg egyik negyedében, Kirchwerderben töltötte; jelenleg Berlinben él.
A kiskorától zene- és tánckedvelő Schümann kilencévesen debütált a Mozart! című musicalben a gyermek komponistaként. A következő években sorra kapta a gyerekszerepeket különböző musicalekben.
2020 karácsonyán coming outolt melegként az Instagramon. Partnere jógaoktató.
A színészt a magyar nézők többsége Ferenc József császár megformálójaként ismerheti a 2021 decemberében bemutatott Sisi-sorozatból.

## Filmográfia
- Sisi (2021)[11]
- Szuperhős (2020)[12]
- Monster Hunter (2020)[13]
- Közel a horizonthoz (2019)[14]
- Egy háború margójára (2019)[15]
- Tetthely: Wir kriegen euch alle (2018)
- Charité (2017)[16][17]
- Merülés a szerelembe (2017)[18]
- High Society (2017)[12]
- Lenalove (2016)[19]
- A világ közepe (2016)[12]
- Cobra 11: Tödlicher Profit (2016)
- Tetthely: Gegen den Kopf (2013)
- Tetthely: Liebeshunger (2007)

## Díjak, elismerések
- Askania Award (Shooting-Star-Award) 2016
- Hessischer Fernsehpreis – special award of the jury for Mittlere Reife 2012